# Comic Relief
Comic Relief is een Britse charitatieve instelling die in 1985 werd begonnen door komediescriptschrijver Richard Curtis ten behoeve van de hongersnood in Ethiopië. De organisatie werd gelanceerd op eerste kerstdag van dat jaar in een live-uitzending van Late, Late Breakfast Show van Noel Edmonds op BBC One, in een vluchtelingenkamp in Soedan.
Oorspronkelijk werd geld ingezameld door middel van voorstellingen, zoals een komische revue in het Shaftesbury Theatre in Londen, dat op 25 april 1986 op televisie werd uitgezonden.
Een van de belangrijkste principes van Comic Relief is het "Golden Pound Principle": elke gedoneerde pond gaat naar een goed doel. Alle onkosten worden vergoed door sponsors uit het bedrijfsleven en de rente die behaald wordt met het ingezamelde geld voordat het naar de goede doelen gaat.

## Red Nose Day
Red Nose Day is de belangrijkste inzamelingsactie van Comic Relief. Zoals de naam aangeeft worden er op Red Nose Day rode clownsneuzen gedragen, die in veel winkels te verkrijgen zijn. Het wordt om het jaar gehouden en wordt in het hele land gevierd. Het geldinzamelingsprogramma op BBC One begint in de avond en gaat door tot in de kleine uurtjes van de ochtend, maar er vinden ook andere geldinzamelingsacties plaats, die door particulieren georganiseerd worden.
Voor de televisie-uitzendingen worden van veel populaire komische televisieprogramma's korte speciale afleveringen gemaakt, waarbij de makers en acteurs van programma's regelmatig samenwerken.
De eerste Red Nose Day was op 5 februari 1988 en bracht 15 miljoen pond op. Het televisieprogramma werd gepresenteerd door Lenny Henry, Griff Rhys Jones en Jonathan Ross. Op Red Nose Day 2007 werd 40.236.142 pond opgehaald, ruim 52 miljoen euro.

## De Gekste Dag
De Nederlandse variant op Red Nose Day, De Gekste Dag genaamd, vond maandag 28 maart 2011 voor de eerste keer plaats in de vorm van een drie uur durende liveshow. gepresenteerd door Sophie Hilbrand, Thomas van Luyn, Brigitte Kaandorp, Valerio Zeno, Claudia de Breij en Patrick Lodiers, met medewerking van vele tv- en radio-omroepen en -programma's, muzikanten, comedians en bekende Nederlanders. De actie werd in 2012 en 2013 niet herhaald.